# 김하윤 (기상 캐스터)
김하윤(1991년 2월 13일 ~)은 연합뉴스TV의 전 기상 캐스터이다.

## 학력
- 덕성여자대학교 텍스타일디자인과 (2009학번 / 학사)

## 경력
- KBS부산방송총국 기상캐스터
- 연합뉴스TV 기상캐스터 (2017년-2025년)